# Challenger de Aix-en-Provence 2015
El torneo Open du Pays d'Aix 2015 es un torneo profesional de tenis. Pertenece al ATP Challenger Series 2015. Se disputará su 2ª edición sobre superficie Tierra batida, en Aix-en-Provence, Francia entre el 4  al el 10 de mayo de 2015.

## Jugadores participantes del cuadro de individuales
| Favorito | País                        | Jugador          | Rank1 | Posición en el torneo |
| -------- | --------------------------- | ---------------- | ----- | --------------------- |
| 1        | Bandera de Eslovenia        | Blaž Kavčič      | 77    | Primera ronda         |
| 2        | Bandera de Túnez            | Malek Jaziri     | 84    | Semifinales, retiro   |
| 3        | Bandera de Francia          | Lucas Pouille    | 95    | Baja                  |
| 4        | Bandera de los Países Bajos | Robin Haase      | 101   | CAMPEÓN               |
| 5        | Bandera de Serbia           | Filip Krajinović | 104   | Primera ronda         |
| 6        | Bandera de Eslovaquia       | Norbert Gombos   | 111   | Primera ronda         |
| 7        | Bandera de Kazajistán       | Andrey Golubev   | 117   | Segunda ronda         |
| 8        | Bandera de Alemania         | Alexander Zverev | 119   | Semifinales           |

- 1 Se ha tomado en cuenta el ranking del 27 de abril de 2015.

### Otros participantes
Los siguientes jugadores recibieron una invitación (wild card), por lo tanto ingresan directamente al cuadro principal (WC):
- Quentin Halys
- Constant Lestienne
- Lucas Pouille
- Florian Mayer

Los siguientes jugadores ingresan al cuadro principal tras disputar el cuadro clasificatorio (Q):
- Yann Marti
- Jonathan Eysseric
- Laurent Rochette
- José Pereira

## Campeones

### Individual Masculino
- Robin Haase derrotó en la final a  Paul-Henri Mathieu, 7–6(7–1), 6–2

### Dobles Masculino
- Robin Haase /  Aisam-ul-Haq Qureshi derrotaron en la final a  Nicholas Monroe /  Artem Sitak, 6–1, 6–2